# Veliki Vrh (gmina Bloke)
Veliki Vrh – wieś w Słowenii, w gminie Bloke. W 2018 roku liczyła 47 mieszkańców.